# Максенций
Марк Аврелий Валерий Максенций (на латински: Marcus Aurelius Valerius Maxentius) е римски император, син на император Максимиан и първата му жена сирийката Евтропия.
Бащата на Максенций, Максимиан Херкулий е съимператор заедно с Диоклециан и от 285 до 305 г. управлява западните провинции на Римската империя. През 293 г. Диоклециан организира Тетрархията и назначава двама младши съимператори цезари, Констанций Хлор и Галерий, които да наследят старшите августи Диоклециан и Максимиан.
Максенций е сгоден с дъщерята на Галерий, Максимила и от нея има един син, Валерий Ромул (починал в 309 г.). Максенций може би е трябвало да бъде предопределен за наследник на баща си след оттеглянето му от трона и на свой ред да стане младши съимператор. Той обаче има същия тежък и надменен характер като неговия, което станало причина да не бъде посочен от Максимиан за цезар. След съвместната абдикация на Диоклециан и Максимиан на 1 май 305 г. Максенций се заема със сенаторска кариера и се оттегля да живее във вилата си в околностите на Рим.

## Управление
През 306 г. започват граждански вълнения в Рим. Причината е в допълнителните данъци, наложени от Галерий за довършването на Баните на Диоклециан. Освен това жителите на старата имперска столица са недоволни от принизения статут на града и новата система на Тетрархия и Доминат. Остатъците от старата преторианска гвардия, която все още съществува в град Рим, също се вдига на бунт. Максенций успешно използва настроенията в своя полза, обявява се срещу Тетрархията, приема титлите август, император и принцепс и обявява връщането на Римската империя в предишния ѝ облик (28 октомври 306 г.).
По същото време Константин, синът на починалия август Констанций Хлор вече се е обявил за император в Британия и Галия, без да се съобразява с волята на старшия август Галерий. Това е първият пробив в държавната система на четиривластие, установена от абдикиралия Диоклециан.

### Междуособни войни
В началото на 307 г. Галерий изпраща срещу бунтовниците в Италия своето протеже Север II, с войски от Испания. Максенций моли баща си Максимиан да се върне на власт и последния охотно се съгласява. Това е умел ход, защото войниците на Север II, които преди години са служили под командването на стария император, сега отново се присъединяват към него и поддържат също и Максенций. Дезертиран от войските, Север II е пленен, а по-късно е принуден и да се самоубие. Галерий също не успява с инванзията, която предприема в Италия (лятото 307 г.) и е принуден да се примири с новото положение.
След успеха, между бащата и сина владетели възниква вражда, а през 308 г. Максенций принуждава възрастния император отново да абдикира. Като самостоятелен император в Италия, Максенций трябва да се справя с много проблеми – опустошенията след нахлуването на Галерий, бунта на Домиций Александър (308 – 310) в Картаген, който прекъсва доставките на зърно към Рим, застрашен от гладни бунтове на простолюдието. Към това се добавят и опитите на баща му Максимиан да се върне на трона, както и общественото недоволство от тежките данъци, които Максенций се принуждава да въведе.

### Война с Константин
За да спечели популярност сред народа, Максенций отначало обявява толерантност спрямо християните, но не след дълго организира нови гонения. През 309 г. баща му Максимиан избягва при Константин I в Галия, където се сродява с него, давайки му дъщеря си Фауста за жена. Константин става основният съперник на Максенций и подготвя кампания срещу него.
След неуспешен опит отново да заграби властта чрез бунт, този път срещу зет си Константин, Максимиан бива победен и умира в Марсилия през 310 г., при неясни обстоятелства. Това отваря възможност на Константин I да претендира за властта в Италия и Африка, обявявайки шурея си Максенций за узурпатор. Войната се проточва няколко години, през които Максенций губи позициите си в Северна Италия и накрая е притиснат в Рим. Въпреки че разполага със силна армия, включваща катафракти (тежка бронирана конница), Максенций няма опит и умения на военачалник, а неговият режим е непопулярен сред поданиците му.
Максенций получава предсказание от Сибилските оракули, според което врагът на Рим ще загине пред стените на града, поради което изчаква армията на Константин да се придвижи до столицата без да предприеме почти нищо. Двусмисленото предсказание се сбъдва – в известната битка на Милвийския мост над река Тибър, Константин надделява над Максенций, който пада в реката и се удавя по време на боя (28 октомври 312 г.), в същия ден, на който преди 6 години става император.
Победоносният Константин осъжда паметта за Максенций на проклятие (damnatio memoriae), съгласно древната традиция. От неговото управление датира най-голямото здание, строено някога на Римския форум, Базилика на Максенций и Константин – шедьовър на късноантичната архитектура. Друг значим строеж в Рим е Циркът на Максенций на Виа Апия.